# シアヌル酸アミドヒドロラーゼ
シアヌル酸アミドヒドロラーゼ(Cyanuric acid amidohydrolase、EC 3.5.2.15)は、以下の化学反応を触媒する酵素である。
シアヌル酸 + 水{\displaystyle \rightleftharpoons }ビウレット + 二酸化炭素
従って、この酵素の基質は、シアヌル酸と水の2つ、生成物はビウレットと二酸化炭素の2つである。
この酵素は加水分解酵素、特に環状アミドの炭素-窒素結合に作用するものに分類される。系統名は、シアヌル酸 アミドヒドロラーゼ(cyanuric acid amidohydrolase)である。この酵素は、アトラジンの分解に関与している。